# 洪普洲
洪普洲（1993年—），男，浙江瑞安人，中华人民共和国政治人物，曾任中共桂林市委书记，广西壮族自治区人大常委会副主任，第八届全国人大代表。

## 家庭
父亲洪天遂。